# Blakea crinita
Blakea crinita är en tvåhjärtbladig växtart som beskrevs av Henry Allan Gleason. Blakea crinita ingår i släktet Blakea och familjen Melastomataceae. Inga underarter finns listade i Catalogue of Life.